# Geteuma
Geteuma is een kevergeslacht uit de familie van de boktorren (Cerambycidae). De wetenschappelijke naam van het geslacht werd voor het eerst geldig gepubliceerd in 1864 door Thomson.

## Soorten
Geteuma omvat de volgende soorten:
- Geteuma peraffinis Breuning, 1971
- Geteuma quadridentata (Coquerel, 1851)